# Hành Dương
Hành Dương hoặc Hoành Dương (chữ Trung Quốc: 衡阳市, bính âm: Héngyáng Shì, Hán-Việt: Hành/Hoành Dương thị) là một địa cấp thị của tỉnh Hồ Nam, Trung Quốc. Hành Dương là thành phố lớn thứ hai tỉnh Hồ Nam, nằm hai bên sông Tương Giang, cách thủ phủ tỉnh Hồ Nam là Trường Sa 160 km về phía nam. Dân số Hành Dương ước tính năm 2008 là 7,265 triệu người. Đây là một thành phố công nghiệp sầm uất đang phát triển và là trung tâm giao thông hàng đầu của Hồ Nam với các tuyến đường sắt, đường bộ. Các ngành chế tạo có: công nghiệp hóa chất, nông nghiệp, khai khoáng, dệt, giấy và chế biến thực phẩm. Các mỏ khoáng sản có: chì, kẽm, than đá và thiếc Thành phố có hai khu cũ và mới, khu mới gồm những hạ tầng mới được xây dựng ít ô nhiễm hơn khu phố cũ.

## Phân chia hành chính
Địa cấp thị Hành Dương chia ra thành 12 đơn vị hành chính cấp huyện, bao gồm 5 quận, 2 thành phố cấp huyện, 5 huyện:
- Quận:
  - Châu Huy
  - Chưng Tương
  - Nam Nhạc
  - Nhạn Phong
  - Thạch Cổ
- Thành phố cấp huyện:
  - Lỗi Dương
  - Thường Ninh
- Huyện:
  - Hành Dương
  - Hành Đông
  - Hành Nam
  - Hành Sơn
  - Kỳ Đông